# Heinkel He 119
De Heinkel He 119 was een experimentele eendekker met één propeller en twee gekoppelde motoren, ontwikkeld in Duitsland . De He 119 was een privéproject van Heinkel om de radicale ideeën van de gebroeders Günter te testen. Het toestel was oorsrponkelijk bedoeld als een onbewapende verkenningsbommenwerper, die dankzij zijn hoge prestaties alle jagers kon ontwijken.

## Ontwikkeling
Het ontwerp begon in de late zomer van 1936. Een opvallend kenmerk van het vliegtuig was de gestroomlijnde romp, met een cockpit met veel glas direct achter de propeller . Twee van de drie bemanningsleden zaten aan elke kant van een aandrijfas, die naar achteren liep naar een gekoppeld paar Daimler-Benz DB 601 -motoren die boven het middengedeelte van de vleugel waren gemonteerd. Ze waren samen in een gemeenschappelijke houder gemonteerd (de motor aan de stuurboordzijde had een 'spiegelbeeldige' centrifugaalcompressor) met een gemeenschappelijke tandwielreductie-eenheid die aan de voorkant van elke motor was bevestigd, waardoor een aandrijfeenheid ontstond die bekendstond als de DB 606. De He 119 was het eerste Duitse vliegtuig dat gebruik maakte van het "high-power" aandrijfsysteem dat bedoeld was om Duitse vliegtuigen te voorzien van een aandrijfontwerp van meer dan 1.500 kW (2.000 PS) vermogen, maar 1,5 ton per stuk weegt.
De DB 606 werd net achter de achterste cockpitwand geïnstalleerd, vlak bij het zwaartepunt, met een afgesloten verlengas die door de middellijn van de cockpit liep om een grote vierbladige propeller met variabele spoed in de neus aan te drijven. Bij de V1 werd gebruikgemaakt van een verdampingskoelsysteem, terwijl de overige prototypes een half-intrekbare radiator direct onder de motor hadden om de koeling tijdens het opstijgen en stijgen te verbeteren.

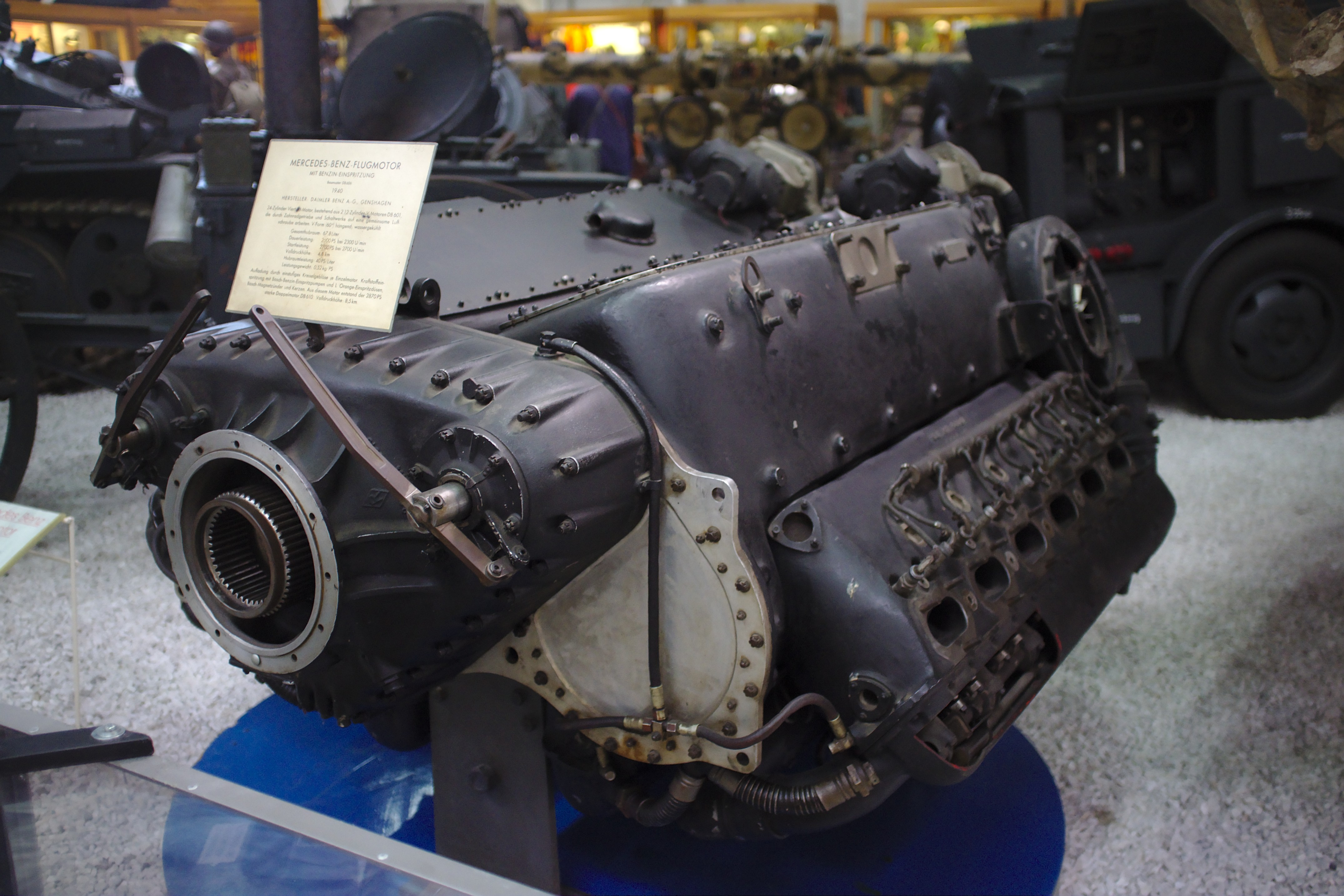
Een DB 606-motor tentoongesteld in het Technik Museum Sinsheim

Er werden slechts acht prototypes voltooid en het vliegtuig werd niet in productie genomen, voornamelijk vanwege het tekort aan DB 601 "component"-motoren om de 1,500 te bouwen. DB 606 "energiesystemen" die zij vormden. De eerste twee prototypes werden gebouwd als landvliegtuigen, met intrekbaar landingsgestel . Het derde prototype (V3) werd gebouwd als watervliegtuig met twee drijvers. Dit toestel werd getest op de militaire watervliegtuigtestfaciliteit <i id="mwKA">Erprobungsstelle Travemünde</i> aan de Baltische kust en werd in 1942 gesloopt op het fabrieksvliegveld van Heinkel in Marienehe .
Op 22 november 1937 maakte het vierde prototype (V4) een wereldrecordvlucht waarbij het een luchtsnelheid van 505 km/u bereikte. km/u (314 mph), met een laadvermogen van 1.000 kg (2.205) lb), over een afstand van 1.000 kilometer (621 mi). De vier resterende prototypes werden voltooid in het voorjaar en de vroege zomer van 1938, waarbij de V5 en V6 productieprototypes uit de A-serie waren voor het verkenningsmodel, en de V7 en V8 productieprototypes uit de B-serie waren voor het bommenwerpermodel.
Deze vier vliegtuigen waren driezitters met een defensieve bewapening van één 7.92 mm (0,312 in) MG 15 machinegeweer in een dorsale positie, V7 en V8 voorzien van een normale bommenlading van drie 250 kg (551 lb) bommen of maximale bommenlading van 1.000 kg (2.205) pond). In mei 1940 werden de V7 en V8 aan Japan verkocht en uitgebreid bestudeerd. De inzichten die hieruit voortkwamen, werden gebruikt bij het ontwerp van de Yokosuka R2Y. De overgebleven prototypes dienden als testbanken voor motoren en vlogen met verschillende prototypeversies van de DB 606 en DB 610 (tweeling DB 605's ) en de strikt experimentele DB 613 (tweeling DB 603 ).

## Varianten
He 111U
Propaganda-variant van de He 119
He 119
Basisversie, acht prototypes gebouwd.
He 519
Ontwikkeling van een hogesnelheidsbommenwerper in 1944, ontworpen als een privé-onderneming door Heinkel om radicale ideeën van de gebroeders Günter te testen. De He 519 was ontworpen om de 24-cilinder Daimler-Benz DB 613 te gebruiken, maar het vliegtuig bleef een concept en werd aan het einde van de oorlog verlaten. 

## Specificaties (He 119 V6)
Algemene kenmerken
- Bemanning: 3
- Lengte: 14.8 m
- Vleugelwijdte: 15.9 m
- Hoogte: 5.4 m
- Vleugelgebied: 50.2 m2
- Ledig gewicht: 5,201 kg
- Brutogewicht: 7,581 kg
- Motor: 1 × Daimler-Benz DB 606A-2 24-cilinder gekoppelde V-12 vloeistofgekoelde zuigermotor, 1,750 kW
- Propellers: 4-bladige propeller met constante snelheid

Prestatie
- Maximale snelheid: 591 km/h
- Kruissnelheid: 510 km/h
- Bereik: 3,120 km at 6,000 m
- Operationeel plafond: 8,500 m
- Tijd tot hoogte:  2,000 m in 3 minuten en 6 seconden                                                                                   4,500 m in 10 minuten en 42 seconden

Bewapening
- Kanonnen: 1 x 7,9 mm MG 15 machinegeweer in dorsale positie